# اکبرآباد (اردبیل)
بیوک آقالو یک روستا در ایران است که در استان اردبیل واقع شده‌است. بیوک آقالو ۱۸۹ نفر جمعیت دارد.